# Термопауза
Термопауза (грч. therme — топлота и грч. pausis — прекид) је прелазни слој између термосфере и егзосфере и налази се на висини одоко 1000 километара изнад Земље. Одликује га мала густина ваздуха и уједно представља горњу границу инсолације. У овом слоју се налазила Међународна свемирска станица.